# Tryblis
Tryblis is een geslacht van korstmossen dat behoort tot de familie Odontotremataceae van de ascomyceten. De typesoort is Tryblis arnoldii.

## Soorten
Volgens Index Fungorum telt het geslacht twee soorten (peildatum december 2021):
| Soortnaam        | Auteur(s)               | Publicatiejaar |
| ---------------- | ----------------------- | -------------- |
| Tryblis arnoldii | (Rehm) Clem.            | 1931           |
| Tryblis signata  | (Ellis & Everh.) Magnes | 1997           |